# Gerd Karol
Gerd Karol (* 29. Dezember 1934 in Saalfeld/Saale) ist ein deutscher Bergmann und früherer Volkskammerabgeordneter für den Freien Deutschen Gewerkschaftsbund (FDGB).

## Leben
Karol stammt aus Thüringen und ist der Sohn einer Arbeiterfamilie. Nach dem Besuch der Grund- und der Berufsschule war er zunächst als Modelltischler tätig. Dann wechselte er als Erzaufbereiter an den VEB Maxhütte Unterwellenborn. Er wohnte in Pößneck.

## Politik
Karol trat 1954 in die FDJ und 1963 in den FDGB ein. In der FDJ wurde er 1961 Sekretär der Grundorganisation Erzaufbereitung im VEB Maxhütte Unterwellenborn. 1962 trat er der SED bei und im darauffolgenden Jahr wurde er Mitglied der Leitung der FDG-Grundeinheit Maxhütte. In den Wahlperiode von 1963 bis 1967 war er Mitglied der FDGB-Fraktion in der Volkskammer der DDR.

## Auszeichnungen
- Aktivist
- Zweifacher Jungaktivist
- Hervorragender Jungaktivist der DDR